# 오스카르스 당케르스
오스카르스 당케르스(라트비아어: Oskars Dankers, 1883년 3월 26일 러시아 제국 쿠를란트 현 ~ 1965년 4월 11일 미국 미시간주 그랜드래피즈)는 라트비아의 군인이다.
1902년 옐가바 레알슐레를 졸업한 이후에 옐가바에 주둔하고 있던 러시아 제국육군 제180보병연대에서 복무했다. 1906년 빌뉴스 군사학교를 졸업한 이후에는 헬싱키 인근에 주둔하고 있던 러시아 제국 육군 보병 제197보병연대에서 복무했다. 1913년에는 부지휘관 계급을 받았다.
제1차 세계 대전 기간 동안에는 러시아 제국 육군 보병 제197보병연대 소속으로 참전했지만 1916년 7월에 적군의 포로로 잡혔다. 1918년에 석방된 뒤부터 1919년 5월까지 핀란드 헬싱키에 거주했고 1919년 5월 31일에는 에스토니아 탈린에서 라트비아 군대에 입대했다.
라트비아 독립 전쟁 이후에는 라트비아에서 군사 교육을 받았으며 1926년 6월 22일에는 장군 계급으로 격상되었다. 1933년까지 라트비아 육군 젬갈레 사단 지휘관을 역임했고 1940년 1월까지는 쿠르제메 사단 지휘관을 역임했다. 2차 세계 대전 이 진행 중이던 1940년 6월에 소련이 라트비아를 점령한 이후에는 가족들과 함께 독일로 이주하기를 원했다.
1941년 독일이 동방 국가판무관부를 설립한 이후에 수립된 라트비아 자치 정부에서 고위 관직을 역임했다. 1944년 9월에는 가족들과 함께 라트비아를 떠나면서 독일로 이주했지만 1945년 미국 군대의 포로로 잡혔다. 그렇지만 전쟁 범죄와 관련된 증거가 없었기 때문에 독일 주재 난민 수용소로 이주했다. 1950년대에는 시력을 잃었고 1957년에는 미국으로 이주했다. 생전에 자서전 2권을 집필했다.